# Czersk (Mazovië)
Czersk is een dorp in het Poolse woiwodschap Mazovië, in het district Piaseczyński. De plaats maakt deel uit van de gemeente Góra Kalwaria en telt ca. 590 inwoners.
Het belangrijkste gebouw is de ruïne van de kasteel van de hertogen van Mazovië, grotendeels ca. 1400.

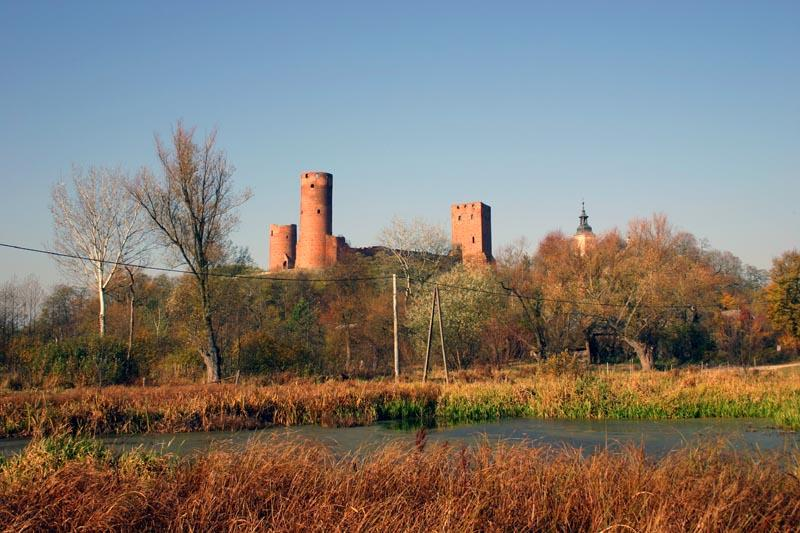
Ruïne van het kasteel en de toren van de collegiatskerk